# Squalius
Squalius là một chi cá trong họ cá chép (Cyprinidae) được tìm thấy ở châu Âu và châu Á Lai tạo khác loài không hiếm trong họ hàng cá chép, kể cả chi cá này. S. alburnoides,S. pyrenaicus được biết đến với khả năng này Đặc biệt có phát hiệnmột con cá đực thuộc loài Squalius alburnoides ở Tây Ban Nha tạo ra một bản sao giống hệt từ trứng của con cái.
Squalius alburnoides là loài cá lai giữa hai loài khác nhau, một trong số đó hiện đã tuyệt chủng, có một con là bản sao gene của cá bố. Đây là hiện tượng con đực tự duy trì nòi giống không cần con cái. Nguyên nhân có thể do con đực tạo tinh trùng có gấp đôi chất liệu di truyền so với bình thường trước khi trộm trứng và loại bỏ chất liệu di truyền của con cái. Cũng có thể tinh trùng của cá đực bình thường nhưng trứng thiếu chất liệu di truyền hoặc hai tinh trùng cùng thụ tinh cho một trứng thiếu gene.

## Các loài
Hiện hành có 51 loài được ghi nhận trong chi này:
- Squalius adanaensis Turan, Kottelat & Doğan, 2013[3]
- Squalius agdamicus S. N. Kamensky, 1901
- Squalius alburnoides (Steindachner, 1866)
- Squalius anatolicus (Bogutskaya, 1997)[4]
- Squalius aphipsi (A. I. Aleksandrov, 1927)
- Squalius aradensis (Coelho, Bogutskaya, Rodrigues & Collares-Pereira, 1998)
- Squalius aristotelis Özuluğ & Freyhof, 2011[4]
- Squalius berak Heckel, 1843[5]
- Squalius cappadocicus Özuluğ & Freyhof, 2011[4]
- Squalius carinus Özuluğ & Freyhof, 2011[4]
- Squalius carolitertii (Doadrio, 1988)
- Squalius castellanus Doadrio, Perea & F. M. Alonso, 2007
- Squalius cephaloides (Battalgil, 1942)[4]
- Squalius cephalus (Linnaeus, 1758)
- Squalius cii (J. Richardson, 1857)[4]
- Squalius fellowesii (Günther, 1868)[4]
- Squalius ghigii (Gianferrari, 1927)
- Squalius illyricus Heckel & Kner, 1857
- Squalius irideus (Ladiges (de), 1960)
- Squalius janae Bogutskaya & Zupančič, 2010
- Squalius keadicus (Stephanidis, 1971)
- Squalius kosswigi (M. S. Karaman (sr), 1972) [4]
- Squalius kottelati Turan, Yılmaz & Kaya, 2009 (Striped chub)
- Squalius laietanus Doadrio, Kottelat & de Sostoa, 2007
- Squalius lepidus Heckel, 1843
- Squalius lucumonis (Bianco, 1983)
- Squalius malacitanus Doadrio & Carmona, 2006
- Squalius microlepis Heckel, 1843
- Squalius moreoticus (Stephanidis, 1971)
- Squalius namak Khaefi, Esmaeili, Sayyadzadeh, Geiger & Freyhof, 2016 [6]
- Squalius orientalis (Nordmann, 1840)
- Squalius orpheus Kottelat & Economidis, 2006
- Squalius palaciosi (Doadrio, 1980)
- Squalius pamvoticus (Stephanidis, 1939)
- Squalius peloponensis (Valenciennes, 1844)
- Squalius platyceps Zupančič, Marić, Naseka & Bogutskaya, 2010
- Squalius prespensis (Fowler, 1977)
- Squalius pursakensis (Hankó (hu), 1925)[4]
- Squalius pyrenaicus (Günther, 1868)
- Squalius recurvirostris Özuluğ & Freyhof, 2011[4]
- Squalius ruffoi (Bianco & Recchia, 1983)
- Squalius seyhanensis Turan, Kottelat & Doğan, 2013[3]
- Squalius spurius Heckel, 1843
- Squalius squalus (Bonaparte, 1837)
- Squalius svallize Heckel & Kner, 1857
- Squalius tenellus Heckel, 1843
- Squalius torgalensis (Coelho, Bogutskaya, Rodrigues & Collares-Pereira, 1998)
- Squalius turcicus De Filippi, 1865
- Squalius valentinus Doadrio & Carmona, 2006
- Squalius vardarensis S. L. Karaman, 1928
- Squalius zrmanjae S. L. Karaman, 1928